# 皮埃尔-让·雷米
皮埃尔-让·雷米（Pierre-Jean Rémy，1937年3月21日—2010年4月27日），原名让-皮埃尔·安格雷米（Jean-Pierre Angremy），法国外交家、官员、作家，法兰西学术院院士。曾在香港和北京担任外交官。代表的文學作品有《情陷紫禁城》（Le Sac du Palais d'Été）、《不朽的城市》（Une Ville immortelle）等。